# Karakórum (ciudad)

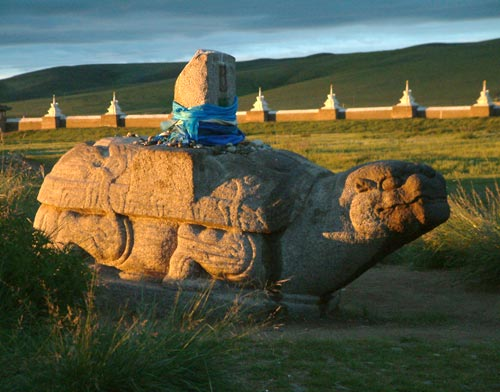
Tortuga de piedra

Karakórum fue la capital del Imperio mongol durante el siglo XIII y de la dinastía de Yuan del Norte en los siglos XIV y XV. Sus ruinas se encuentran en la actual provincia de Övörhangay, dentro de Mongolia, cerca de la ciudad de Jarjorin.
Es parte, desde 2004, del Patrimonio de la Humanidad de la Unesco dentro de la denominación Paisaje cultural del Valle del Orjón.

## Nombre
El nombre de la ciudad en mongol con caracteres cirílicos es Хар Хорум; en mongol Khalkha Khara-khorin; y en mongol clásico: Qara Qorum, cuyo significado posible es «muralla negra» o «muralla del norte», qara, xar: «negro» y «norte» en turco-mongol)

## Historia

### Fundación
El valle del Orjón fue un centro poblacional importante para los imperios Xiongnu, Köktürks y Uigur, el área en sí misma es uno de los más antiguos terrenos de cultivo de la actual Mongolia. Para los Göktürks, las montañas Jangai eran consideradas como la localización de la legendaria ciudad de Ötüken, para los uigur por el otro lado fue el lugar donde se edificó su capital Ordu Baliq.
Los primeros asentamientos en el área por parte de las tropas de Gengis Kan se dieron en 1218, durante las campañas contra el Imperio corasmio, pero la fundación de la ciudad no se daría sino hasta 1220. La ciudad existió inicialmente como un asentamiento permanente compuesto en su mayoría de yurtas; esto cambió en 1235 cuando el kan Ogodei, sucesor de Gengis Kan, amuralló la población y construyó un palacio para su administración.
El palacio edificado por Ogodei fue el llamado Tumen Amgalan Ord (Palacio de la Paz Infinita, 万安宫 Wan'an'gong en chino), este fue edificado en 1235, un año después de la derrota de la dinastía Jin. En la Historia de Yuan, una de las Veinticuatro Historias tradicionales chinas, se recoge la fundación de la ciudad de la siguiente manera «En el séptimo año (1236), en el año de la oveja azul el Wanangong (萬安宫) fue establecido en Helin (和林, Karakorum)». Uno de los ministros de Gengis Kan, Yelü Chucai, recitó el siguiente poema durante la inauguración del palacio «Con la cresta instalada en buena forma y con sus cimientos de piedra, el majestuoso palacio se ha erigido, cuando las campanas y tambores de señor y funcionario suenan gratamente, el sol poniente llama a los caballos de guerra desde los picos de las montañas».

### Auge

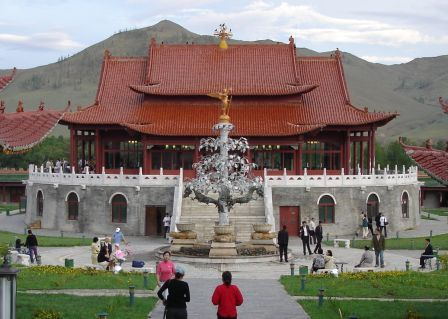
Árbol de plata de Karakórum (reconstrucción moderna).

Bajo el comando de Ogedei y sus sucesores, Karakórum se convirtió uno de los más importantes centros políticos del mundo. El Gran Kan Möngke realizó obras de expansión al palacio y completó la construcción del gran templo estupa. También encargó la construcción del famoso árbol de plata de Karakórum en el centro de la ciudad, un gran árbol de plata y metales preciosos erguido junto al palacio cuyas ramas se extendían hacia los edificios cercanos, frutos de plata partían de sus ramas y cuatro serpientes de oro estaban adheridas a su tronco; en la cima del árbol se encontraba un ángel con una trompeta; cuando el kan deseaba producir bebida para sus huéspedes la trompeta del ángel comenzaba a sonar, haciendo que bebidas alcohólicas brotaran de la boca de las serpientes hasta caer en bandejas de plata en la base del árbol. El escultor encargado de tamaña obra fue el parisino Guillaume Bouchier, quien había sido capturado por los mongoles en Belgrado.

#### Guillermo de Rubruquis
Guillermo de Rubruquis, misionero flamenco franciscano y enviado papal a los mongoles viajó a Karakórum en 1254 en busca del Preste Juan, el recuento de sus viajes es uno de los recuentos más detallados de la ciudad. En sus escritos la comparó de manera no halagadora con la villa francesa de Saint-Denis, diciendo que la basílica de Saint-Denis era diez veces más importante que el palacio del kan. Por otro lado describe la ciudad como poseedora de un ambiente cosmopolita con gran tolerancia religiosa y su descripción del árbol de plata se ha convertido en el símbolo más importante de Karakórum. De acuerdo a Rubruquis la ciudad tenía cuatro puertas apuntando a los cuatro puntos cardinales, dos barrios separados, uno para los «sarracenos» (musulmanes) y otro para los «catay» (orientales); la ciudad tenía además doce templos paganos, dos mezquitas, y una iglesia cristiana nestoriana.

### Periodo tardío
Cuando Kublai Kan ascendió al trono del Imperio mongol en 1260, la capital del imperio fue trasladada a Xanadú, y más tarde a Janbalic (en la actualidad Pekín). Karakorum fue reducida a un mero centro administrativo provincial durante la dinastía Yuan, fundada en China en 1271. La situación de la población empeoró con la guerra civil Tolouid contra Ariq Böke y más tarde con Kaidu. En 1260, Kublai Kan atacó el abastecimiento de grano de la ciudad sólo para ser repelido por los Yuan durante el año siguiente.  En 1298 el príncipe Ulus Buqa saqueó los mercados y graneros de la ciudad.
Sin embargo la primera mitad del siglo XIV probó ser un nuevo tiempo de prosperidad; en 1299 y 1311, la ciudad fue expandida hacia el este y en el periodo de 1342 a 1346 los templos estupa fueron renovados.

### Declive

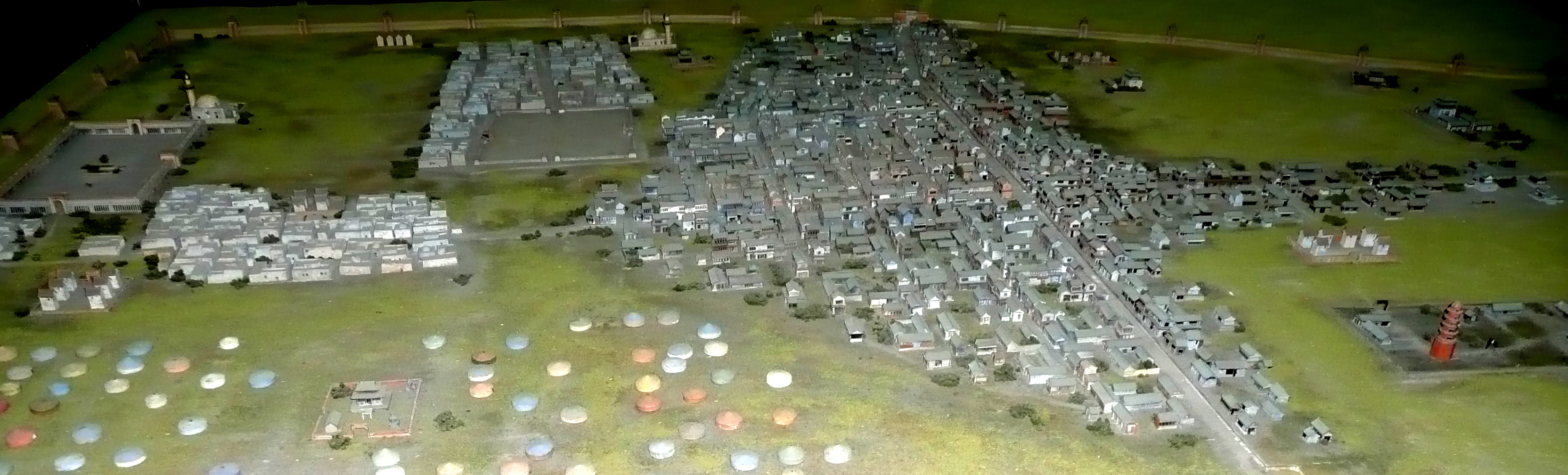
Modelo de la ciudad en el Museo Nacional de Historia en Ulán Bator.

Tras el colapso de la dinastía Yuan en 1368, Karakórum se convirtió en la residencia de Biligtü Kan en 1370. En 1388 las tropas de la dinastía Ming invadieron y destruyeron la ciudad. De acuerdo al Erdeniin Tobchi, o sumario del tesoro, escrito Sagang Sechen en el siglo XVII, Kurultai decidió reconstruir la ciudad en 1415, sin embargo no se ha encontrado evidencia arqueológica de dicha empresa.
A pesar de esto Karakórum continuó siendo habitada hasta el siglo XVI, cuando Dayan Kan la declaró capital una vez más. En los años siguientes la ciudad cambiaría de manos entre los oirates y los borjigin antes de ser abandonada por completo.

## Excavaciones
Las ruinas de Karakórum se encuentran próximas al Monasterio de Erdene Zuu, y resulta claro que varios de los materiales usados en su construcción fueron tomados de la antigua ciudad.
El punto preciso en el cual se localizaba Karakórum fue objeto de debate durante largo tiempo; aunque existían indicios de que Karakórum se localizaba en Erdene Zuu tan temprano como el siglo XVIII, hasta el siglo XX existieron hipótesis alternativas de que las ruinas de Karabalgasun o Ordu-Baliq eran en realidad las de Karakórum.
En 1889 el sitio de Erdene Zuu fue identificado como la antigua capital mongola por Nikolái Yádrintsev, quién descubrió ejemplos de escrito Orkhon durante una expedición al lugar; los descubrimientos de Yádrintsev fueron más tarde confirmados por Vasili Rádlov (Wilhelm Radloff).
Las primeras excavaciones en el lugar fueron hechas entre 1933 y 1934 bajo la supervisión de D. Bukínich. Tras excavaciones posteriores hechas entre 1948 y 1949 por autoridades soviéticas-mongolas y dirigidas por Serguéi Kiseliov, este concluyó que había encontrado las ruinas del palacio de Ogodei. Sin embargo estos hallazgos han sido puestos en duda por investigaciones germano-mongolas hechas entre el 2000 y 2004, las cuales identificaron las ruinas como pertenecientes al gran templo estupa y no al palacio de Ogodei.
Los hallazgos de las excavaciones incluyen caminos pavimentados, hornos, edificios de adobe y ladrillo, sistemas de calefacción, evidencias de sitios de procesamiento de cobre, oro, plata, hierro (incluyendo ruedas metálicas), vidrio, joyas y huesos; así como cerámicas y monedas provenientes de China y Asia Central.